# Esenyurt
Esenyurt, antigament Xenos, és un districte de la província d'Istanbul i també una part del municipi metropolità d'Istanbul. Se situa en la part europea de la ciutat i tenia 403.895 habitants a finals del 2009.

## Mahalleler
Akçaburgaz  ·  Ardıçlı  ·  Atatürk  ·  Cumhuriyet  ·  Esenkent  ·  Fatih  ·  Güzelyurt (Haramidere)  ·  İncirtepe  ·  İnönü  ·  İstiklal  ·  Mehterçeşme  ·  Merkez  ·  Namık Kemal  ·  Örnek  ·  Pınar  ·  Sanayi  ·  Saadetdere  ·  Talatpaşa  ·  Yenikent  ·  Yeşilkent